# Karl Hörth

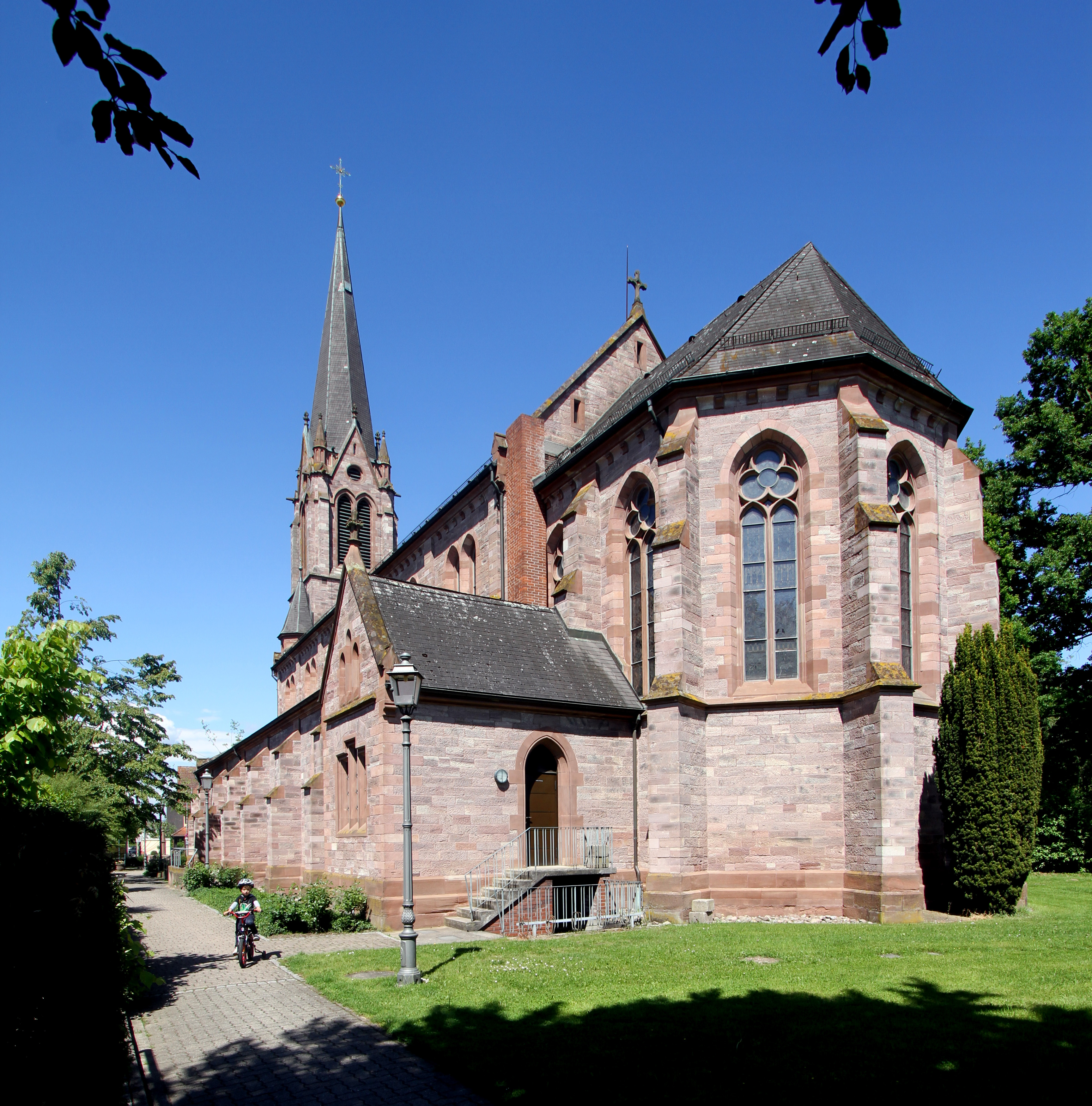
Pfarrkirche St. Johannes in Vimbuch

Karl Hörth (* 30. Januar 1851 in Bühl; † Mai 1902) war ein deutscher Architekt.

## Allgemein
Er wurde als sechstes Kind von Johannes Hörth und Kreszentia Beierle geboren. Sein Vater war Seifenfabrikant. Hörth nahm 1870/71 am Deutsch-Französischen Krieg teil.
Danach hatte er das Amt des 1. Architekten beim Erzbischöflichen Bauamt in Freiburg inne. Er errichtete die Friedhofskapelle in Bühl (1882), die Pfarrkirche in Greffern (1889) und die Pfarrkirche St. Johannes in Vimbuch (1890). In den Bauten in Vimbuch und Greffern setzte er den neugotischen Stil ein. Für die Vimbucher Kirche zog er sich eine heftige Kritik des Leiters des Erzbischöflichen Bauamtes Karlsruhe, Adolf Williard, zu.